# Archaeopteryx
Archaeopteryx (aus altgriechisch ἀρχαῖος archaîos „uralt“ und πτέρυξ ptéryx „Flügel, Schwingen, Feder“) ist eine Gattung der Avialae (Vögel im weiteren Sinne), deren Fossilien in der Fränkischen Alb in den Solnhofener Plattenkalken aus dem Oberjura entdeckt wurden. Archaeopteryx gilt als Übergangsform, die zwischen frühen theropoden Dinosauriern und den Vögeln vermittelt. Da der etwa rabengroße Archaeopteryx in der Regel den Vögeln als ursprungsnahe Form zugerechnet wird, bezeichnet man die Gattungsmitglieder auch als Urvögel.
Archaeopteryx wurde im Jahr 1861 von Hermann von Meyer auf der Grundlage eines isolierten Federabdrucks erstmals beschrieben. Das erste Skelettexemplar (das sogenannte Londoner Exemplar) wurde schon im selben Jahr entdeckt und ist in der Erstveröffentlichung erwähnt. Bis heute folgten 13 weitere, unterschiedlich vollständige Skelettfunde.

## Merkmale

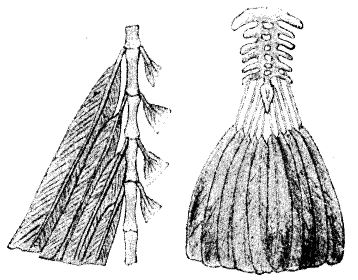
Anatomische Darstellung mit Vergleich des „Wedelschwanzes“ von Archaeopteryx mit dem „Fächerschwanz“ eines modernen Vogels

Die Gattung Archaeopteryx zeigt ein Mosaik aus (für Vögel) urtümlichen, das heißt reptilienhaften Merkmalen, die später von den modernen Vögeln (Neornithes) abgelegt wurden, und abgeleiteten, das heißt vogeltypischen Merkmalen (die jedoch nach gegenwärtigem Kenntnisstand nur noch zum Teil als allein charakteristisch für Vögel gelten).
Urtümlich sind unter anderem das Vorhandensein von Zähnen und Bauchrippen (Gastralia), eine lange Schwanzwirbelsäule, eine relativ geringe Zahl unverschmolzener Beckenwirbel (Sakralia), unverschmolzene Mittelhand-, Mittelfuß- und Fußwurzel- und Beckenknochen, die drei Fingerklauen sowie das Fehlen eines knöchernen Brustbeins.
Zu den vogeltypischen Merkmalen kann man die modern anmutenden asymmetrischen Schwungfedern zählen, außerdem die zu einem Gabelbein verschmolzenen Schlüsselbeine und die rückwärts oder seitlich-rückwärts orientierte erste Zehe (Hallux) des Fußes (anisodactyler Vogelfuß).
Archaeopteryx erreichte etwa die Größe von Raben (ca. 50 cm Körperlänge) und ein Gewicht von 0,8 bis 1 kg.

## Bedeutung

### Für das Verständnis der Stammesgeschichte der Vögel
Die Vogel-Charakteristika des Urvogels sind auch für manche gefiederten Nichtvogeldinosaurier belegt oder, wie im Fall der revertierten ersten Zehe des Archaeopteryx, nicht unangefochten. Deshalb sehen manche Paläontologen den Urvogel nicht als wesentlich vogelähnlicher an als manche theropoden Dinosaurier, die nicht den Vögeln zugerechnet werden (z. B. Microraptor).
Seit den 2000er Jahren sind eine Vielzahl von Fossilien urtümlicher Vögel und früher vogelähnlicher Dinosaurier entdeckt worden, besonders in Sedimentgesteinen der Unterkreide von Nordostchina (der Jehol-Gruppe). Somit steht Archaeopteryx als Mosaikform nicht allein, sondern lässt sich in eine (morphologische, nicht zeitliche) Abfolge von Dinosauriern einordnen, die den Vögeln sukzessive ähnlicher werden. 2025 wurde Baminornis zhenghensis aus dem späten Jura Chinas beschrieben, der etwa zur gleichen Zeit lebte, aber bereits deutlich fortschrittlichere vogeltypische Merkmale als dieser aufweist.
Vertreter der Hypothese, der Schlagflug der Vögel sei aus dem Gleitflug von einem erhöhten Punkt herab entstanden, interpretieren die Krallen des Archaeopteryx als die eines Baumkletterers, der von den Ästen herabglitt. Bei palökologischen Untersuchungen der Fundhorizonte kamen manche Forscher jedoch zu dem Schluss, dass am Bildungsort der Solnhofener Plattenkalke ein heißes und trockenes Klima geherrscht haben muss und wahrscheinlich keine Bäume vorkamen. Im Gegenzug wiesen sie aber auf hohe Klippen an der Küste des Jurameeres hin, die als Startpunkt für erste Flugversuche in Frage kommen. Burgers und Chiappe zeigten, dass Archaeopteryx möglicherweise auch vom Boden starten konnte.
Forschungen, die das elfte bisher bekannte Fossil mit dem bislang besterhaltenen Federkleid untersuchten, zeigen, dass Archaeopteryx vermutlich am ganzen Körper befiedert war. Lange Federn an den Beinen waren reihig angeordnet, sie hatten ihrer Gestalt nach vermutlich keine Funktion beim Fliegen (wie beim entfernt verwandten Microraptor vermutet), sie könnten aber, ähnlich wie die Federhosen der rezenten Greifvögel, beim Landen hilfreich gewesen sein. Das Federkleid diente wohl, ähnlich wie bei den verwandten Gruppen, nicht nur zum Fliegen, sondern auch zur Wärmeisolation, vermutlich hatte es auch Funktionen als Signalgeber an Artgenossen oder zur Tarnung. Besonderheit der zum Fliegen eingesetzten Schwungfedern ist ihre asymmetrische Fahne.

### Für die Durchsetzung der Evolutionstheorie
Charles Darwin hatte in der von ihm entwickelten Evolutionstheorie 1859 vorhergesagt, dass es bei der Entwicklung neuer Arten Übergangsformen geben sollte, die noch Merkmale der alten, aber auch schon Merkmale der neuen Gruppe besitzen müssten. Als Darwin seine Theorie veröffentlichte, waren noch keine solchen Fossilien bekannt, sie wurden deshalb als fehlende Glieder (missing links) bezeichnet. Nur zwei Jahre später wurde das erste Skelettexemplar des Archaeopteryx gefunden.
Die Archaeopteryx-Funde waren der erdgeschichtlich früheste Beleg für Federn eines Wirbeltiers. Dass sie bereits deutliche Merkmale von Vögeln, aber auch noch solche von Reptilien bzw. Sauriern besaßen, machte Archaeopteryx zu einem wichtigen Indiz für die Richtigkeit der Darwinschen Evolutionstheorie.
Der Streit über die Evolutionstheorie wurde damit auch zu einer Auseinandersetzung um Archaeopteryx.
Richard Owen verfasste die erste Beschreibung des Londoner Exemplars (siehe Abbildung oben). Er lehnte die Evolutionstheorie ab und vermied peinlich genau jeden Hinweis auf die mögliche Deutung als vermittelndes Bindeglied zwischen Reptilien und Vögeln.

## Fossilfunde

### Allgemeines
In der Typusregion, der südlichen Fränkischen Alb, wurden seit 1855 zwölf mehr oder weniger vollständig erhaltene Skelette der Gattung Archaeopteryx sowie eine einzelne Feder gefunden. Alle Exemplare stammen aus Plattenkalken des oberen Weißen Jura, die in den Steinbrüchen bei Eichstätt, Solnhofen, Langenaltheim, Jachenhausen bei Riedenburg und Schamhaupten aufgeschlossen sind.
Die meisten der entsprechend vollständigen Skelett-Exemplare zeigen eine typische Rückwärtskrümmung der Halswirbelsäule („opisthotonische Stellung“). In Gegensatz zu einer älteren Hypothese, die von einem Phänomen ausgehen, das unmittelbar mit dem Tod der Tiere zusammenhängt, haben Experimente ergeben, dass sich die Krümmung erst nach dem Tode der Tiere im Wassergrab herausbildete.
Im Einzelnen handelt es sich um folgende Stücke (aufsteigend geordnet nach dem Zeitpunkt, an dem der jeweilige Fund erstmals als Archaeopteryx erkannt wurde):

### „Die (isolierte) Feder“
Entdeckt 1860 im Gemeindesteinbruch Solnhofen und 1861 beschrieben von dem Frankfurter Wirbeltier-Paläontologen Hermann von Meyer (1801–1869), war „die Feder“ der erste dokumentierte Fund. Die Mitteilung, die von Meyer 1861 in diesem Zusammenhang veröffentlichte, gilt zugleich auch als die offizielle Erstbeschreibung der Gattung Archaeopteryx und der Art Archaeopteryx lithographica. Der eine Teil des Abdrucks befindet sich im Museum für Naturkunde in Berlin, sein schlechter erhaltenes Gegenstück („Gegenplatte“) im Paläontologischen Museum München.
Eine Anfang 2019 publizierte Neuuntersuchung „der Feder“ ergab, dass sie möglicherweise nicht von Archaeopteryx stammt, sondern von einem anderen Urvogel oder von einem kleinen, befiederten Nichtvogel-Dinosaurier. Dem wurde im September 2020 widersprochen. Durch den Vergleich „der Feder“ mit den Federabdrücken des Londoner, Berliner und Elften Exemplars wurde aufgezeigt, dass es sich um eine dorsale große Handdecke (upper major primary covert) von Archaeopteryx handelt. Zudem ergab eine Ähnlichkeitsanalyse der auf den Mikrostrukturen „der Feder“ fossil erhaltenen Pigmentkörperchen (Melanosome) mit den Melanosomen rezenter Vögel, dass „die Feder“ mit hoher Wahrscheinlichkeit ursprünglich mattschwarz war. Damit wurden jeweils die Ergebnisse einer bereits 2012 veröffentlichten Arbeit bestätigt.
Jedoch schon vor 2019 war umstritten, ob „die Feder“ tatsächlich von Archaeopteryx stammt. Da es sich bei dem Federabdruck um den Holotypus von Archaeopteryx litographica handelt, war die Stabilität dieses bekannten Namens gefährdet. Um dieses Problem zu lösen und die Art Archaeopteryx litographica eindeutig zu definieren, hat die Internationale Kommission für Zoologische Nomenklatur 2011 das „Londoner Exemplar“ zum neuen Typusexemplar (Neotypus) erklärt.

### „Londoner Exemplar“

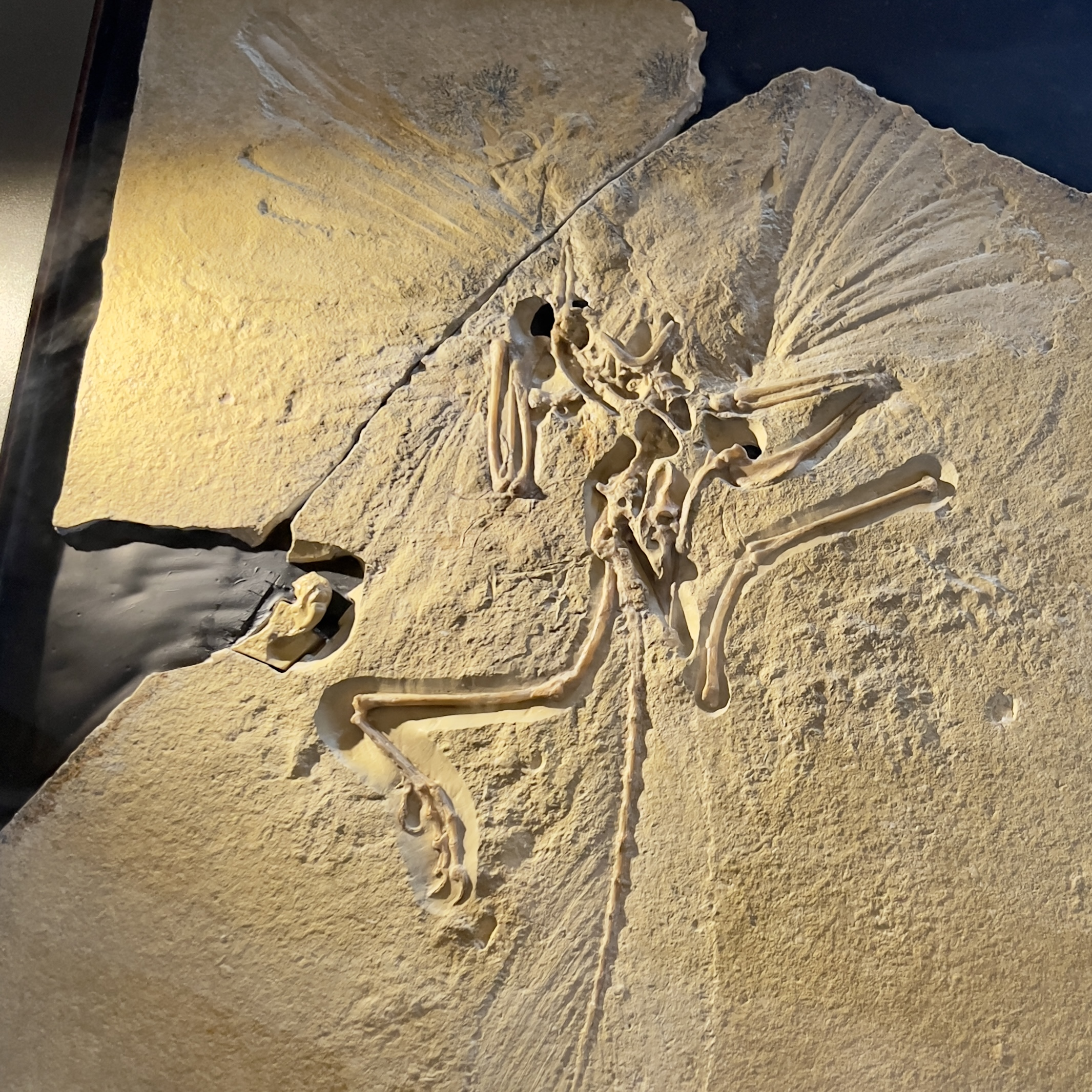
Das „Londoner Exemplar“ (Original), Neotypus der Art Archaeopteryx lithographica

Gefunden 1861 auf der Langenaltheimer Haardt bei Solnhofen, gehört das „Londoner Exemplar“ zu den bedeutendsten Exemplaren. Es war der erste vollständige Fund eines Skeletts und ist seit 2011 der Neotypus der Art Archaeopteryx lithographica. Wenige Monate nach dem Fund erwarb das Londoner Natural History Museum (damals noch zum British Museum gehörend) das Exemplar von seinem Besitzer, dem Pappenheimer Kreisarzt Carl Friedrich Häberlein (1787–1871). Treibende Kraft des Ankaufs war dabei der britische Naturforscher Richard Owen, damals Leiter der naturhistorischen Sammlung des Britischen Museums und erklärter Gegner von Darwins Theorien.

### „Berliner Exemplar“

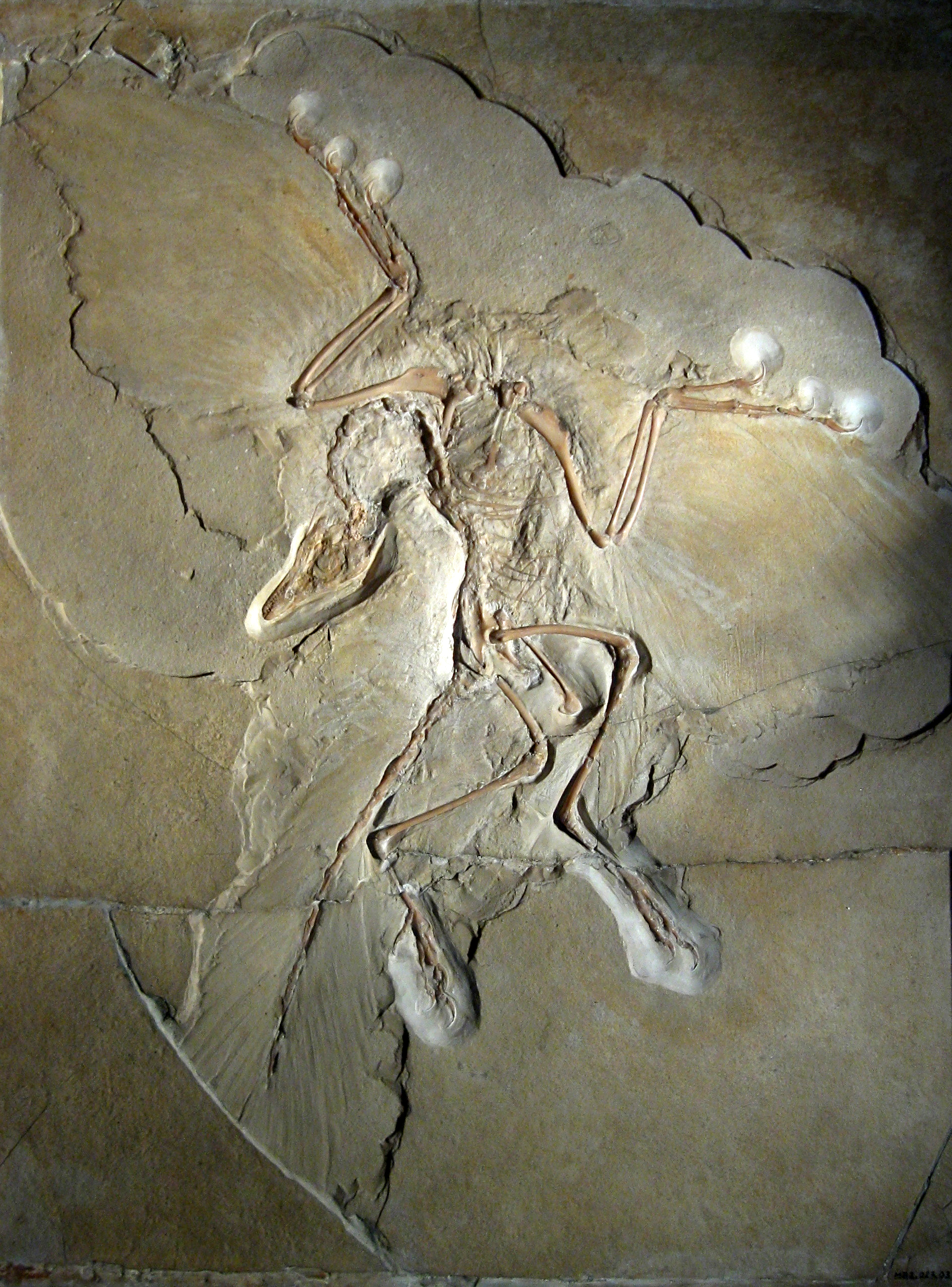
Das „Berliner Exemplar“

Gefunden zwischen 1874 und 1876 auf dem Blumenberg bei Eichstätt, ist das „Berliner Exemplar“ mit seinen deutlichen Federabdrücken und einem erhaltenen Schädel eines der vollständigsten Stücke. Der Finder Jakob Niemeyer tauschte den Fund für eine Kuh im Wert von 150 bis 180 Mark ein. Der neue Besitzer Johann Dörr, ein Steinbruchbesitzer, veräußerte es für 2.000 Mark an Ernst Otto Häberlein (1819–1886) aus Pappenheim, den Sohn des Verkäufers des Londoner Exemplars, der den Fund auch präparierte. Zunächst interessierten sich die Bayrische Staatssammlung und die Yale-Universität für das Fundstück, doch konnten beide den hohen Kaufpreis nicht aufbringen. Selbst eine Bitte deutscher Zoologen an Kaiser Wilhelm I. war erfolglos. Schließlich und auf Anfrage durch Wilhelm Dames erwarb Werner von Siemens das Exemplar 1879 für 20.000 Mark und übergab es als Dauerleihgabe dem Mineralogischen Museum der Humboldt-Universität zu Berlin. Zwei Jahre später erstattete die Universität dem Leihgeber Siemens den Kaufpreis. Das Exemplar gehört seitdem dem Museum für Naturkunde in Berlin und ist dort seit 2007 dauerhaft ausgestellt.

### „Maxberger Exemplar“
Gefunden 1956 auf der Langenaltheimer Haardt bei Solnhofen, war das „Maxberger Exemplar“ ein Torso mit einigen Federabdrücken. Es befand sich bis zum Tod seines Entdeckers Eduard Opitsch 1991 in dessen Privatbesitz und gilt seitdem als verschollen.

### „Haarlemer Exemplar“
Dieses relativ unvollständige Skelett, das ausschließlich postcraniale Elemente, insbesondere der Gliedmaßen, umfasst, stammt aus Jachenhausen bei Riedenburg und befindet sich seit 1860 im Besitz des Teylers Museum in Haarlem. Es wurde bereits 1855, also fünf Jahre vor „der Feder“ gefunden, aber erst 1970 durch John Ostrom Archaeopteryx zugeordnet. Ursprünglich was das Stück durch Hermann von Meyer 1857 als Flugsaurier fehlgedeutet und unter dem Namen Pterodactylus crassipes erstbeschrieben worden. Daher hätte der spezifische Namensbestandteil crassipes gemäß den Prioritätsregeln der Benennung von Arten den Namen lithographica ersetzen müssen. Die Priorität von A. crassipes über A. lithographica wurde jedoch 1977 auf einen Antrag von Ostrom hin durch einen Beschluss der Internationalen Kommission für Zoologische Nomenklatur unterdrückt.
Eine Ende 2017 publizierte Neuuntersuchung des Fossils ergab, dass es sich weder um Archaeopteryx noch um einen Flugsaurier handelt, sondern um einen Theropoden, der nah mit Anchiornis verwandt ist, einem kleinen, vogelähnlichen, aber nicht flugfähigen Dinosaurier. Für diesen wurde die neue Gattung Ostromia errichtet.

### „Eichstätter Exemplar“

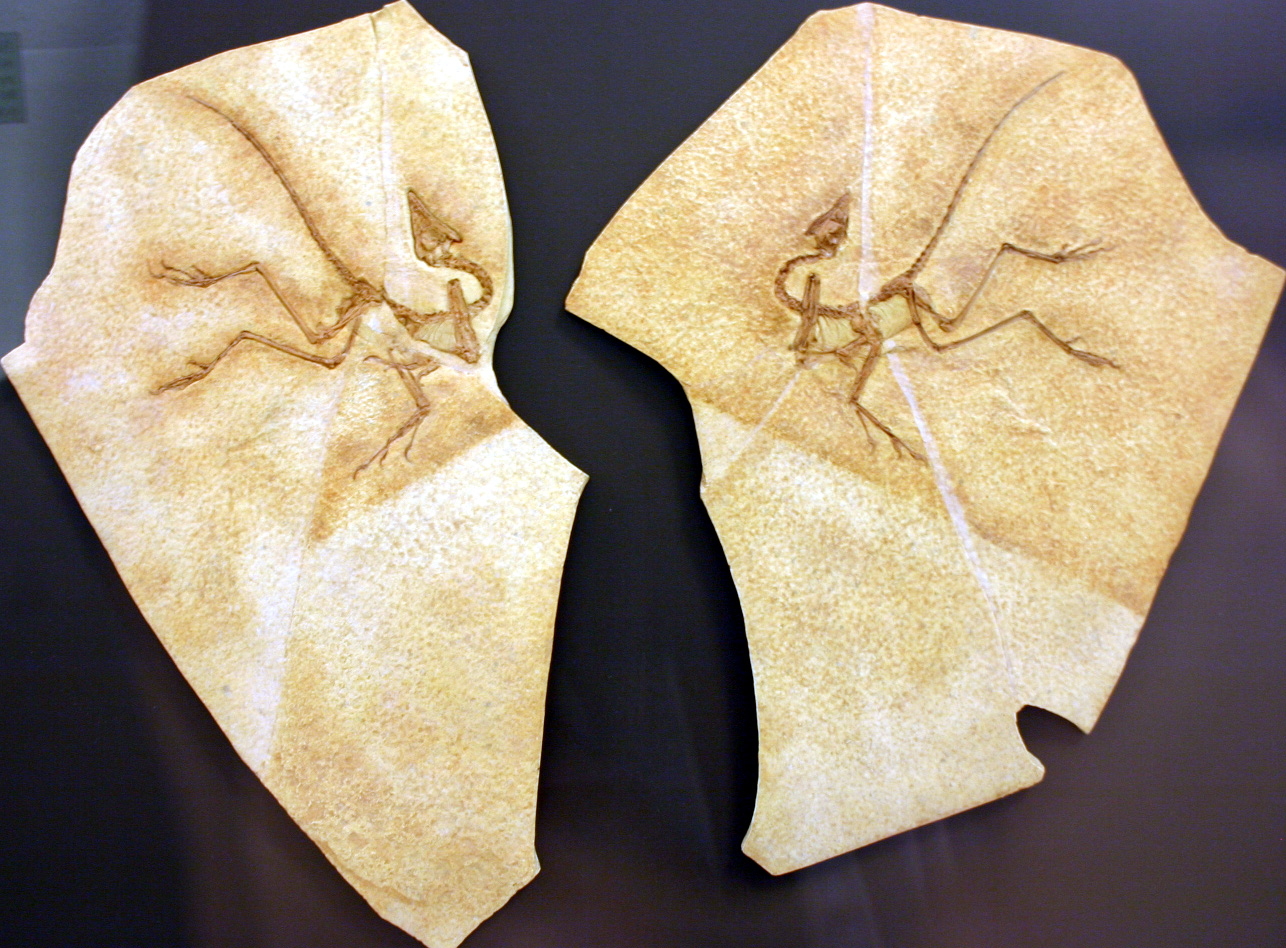
Kopie des „Eichstätter Exemplars“ (mit Gegenplatte)

Gefunden 1951 in Workerszell bei Eichstätt, wurde das „Eichstätter Exemplar“ vom Naturwissenschafts-Professor und Fossiliensammler Franz Xaver Mayr als Vertreter der kleinen Raubdinosauriergattung Compsognathus identifiziert. Aufgrund der problematischen Umstände seines Erwerbs wurde der Fund von Mayr jedoch nicht publiziert. Erst 1972 zeigte Mayr das Stück Peter Wellnhofer von der Bayerischen Staatssammlung Paläontologie und Geologie, der es als zu Archaeopteryx gehörig erkannte und 1974 in einer Monographie detailliert beschrieb. Das Stück befindet sich aktuell im Besitz des Jura-Museums in Eichstätt.
Unter anderem weil es das kleinste aller (nicht nur bis dahin) entdeckten Archaeopteryx-Exemplare ist, wurde es Mitte der 1980er Jahre in eine eigene Art und sogar Gattung, Jurapteryx recurva, gestellt. Diese Neuzuweisung fand jedoch keine weitreichende Akzeptanz.

### „Solnhofener Exemplar“

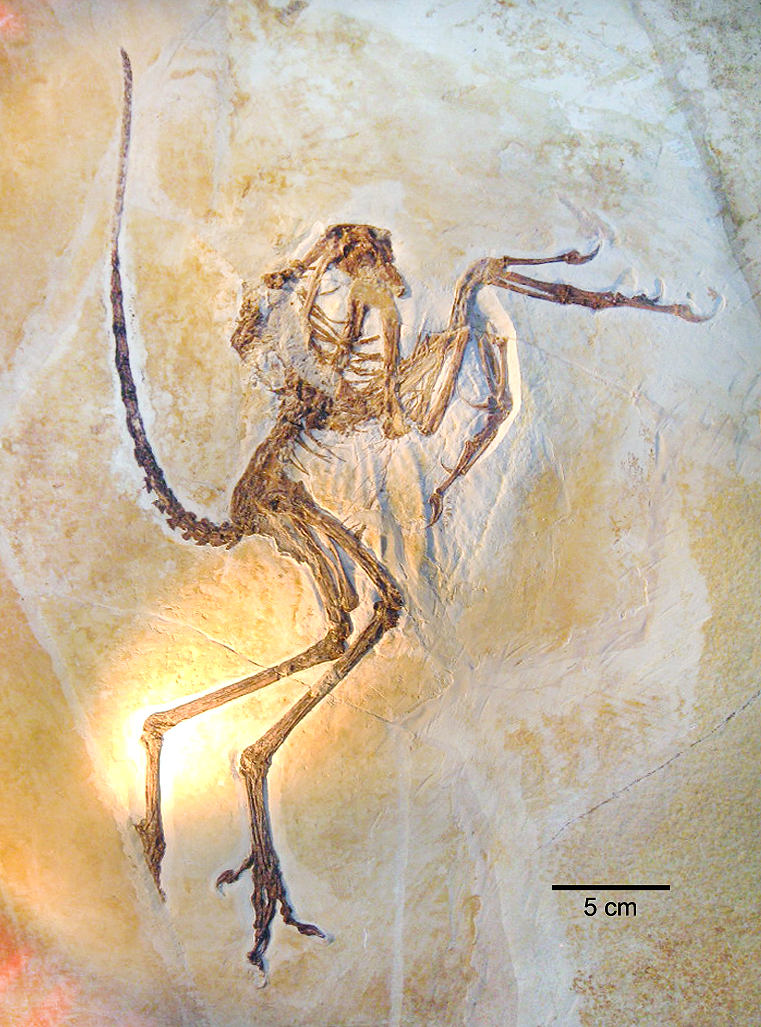
Das „Solnhofener Exemplar“, Holotyp von „Wellnhoferia grandis“

Dieses Stück wurde vom Fossiliensammler und zeitweiligen Solnhofener Bürgermeister Friedrich Müller zunächst ebenfalls als Compsognathus fehlbestimmt, nach seiner Zugänglichmachung für die wissenschaftliche Bearbeitung aber von Peter Wellnhofer 1988 Archaeopteryx lithographica zugeordnet. Von wem und wann und wo genau es entdeckt wurde, ist nicht überliefert. Es befindet sich heute im Bürgermeister-Müller-Museum zu Solnhofen. Dazu entschied 2003 der Bundesgerichtshof, dass das Fossil nicht an einen Steinbruchbesitzer herausgegeben werden muss, der wiederholt behauptet hatte, es sei 1985 von einem seiner Mitarbeiter gefunden und unterschlagen worden. Die Herkunft des Stücks aus dem Steinbruch des Klägers konnte auch anhand von Gesteinsproben nicht eindeutig belegt werden.
Es handelt sich um das größte bekannte Exemplar von A. lithographica. Aufgrund seiner Größe und vermeintlich taxonomisch bedeutender anatomischer Besonderheiten wurde auf Grundlage dieses Stücks 2001 die neue Gattung und Art Wellnhoferia grandis errichtet. Diese Neuzuweisung fand jedoch keine weitreichende Akzeptanz.

### „Münchner Exemplar“

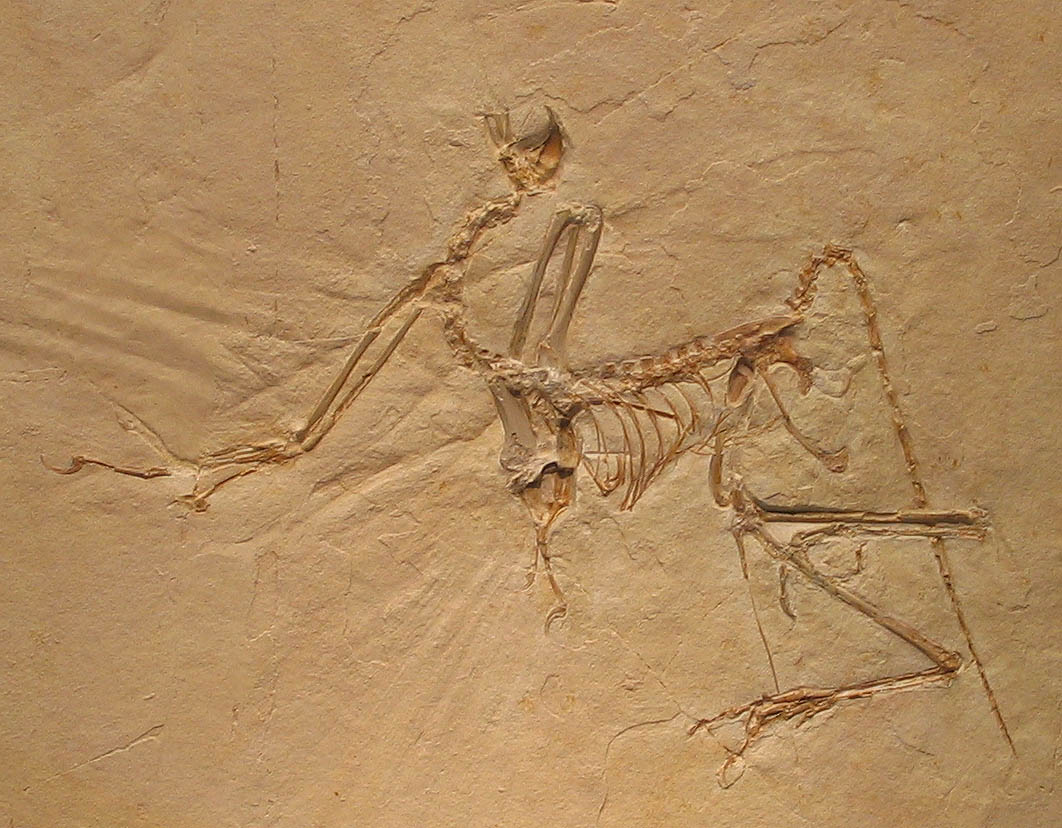
A. bavarica im Münchner Paläontologischen Museum

Das auch als „Exemplar des Solnhofener Aktienvereins“ bezeichnete Stück wurde im Sommer 1992 in einem Steinbruch der Solnhofer Aktien-Verein AG auf der Langenaltheimer Haardt bei Solnhofen gefunden und kann im Paläontologischen Museum in München besichtigt werden. 1993 wurde der Fund von Peter Wellnhofer als neue Art Archaeopteryx bavarica in die Wissenschaft eingeführt. Die detaillierten Federabdrücke und das sehr gut erhaltene Skelett ermöglichten zahlreiche neue Erkenntnisse. Die von Wellnhofer als Brustbein beschriebene Struktur hat sich allerdings nach neueren Untersuchungen als Teil des Rabenbeins erwiesen. Aktive Flugfähigkeit wird jedoch nach wie vor als gegeben betrachtet, da das Brustbein wohl als knorpelige Struktur vorhanden war. Auch die detaillierte Überlieferung des Schädels, des Kiefers und des Schwanzes des elstergroßen Urvogels öffneten neue Blickwinkel auf die frühe Evolution der Vögel. Dadurch gehört dieses Exemplar zweifellos zu den bedeutendsten.

### „Daitinger Exemplar“

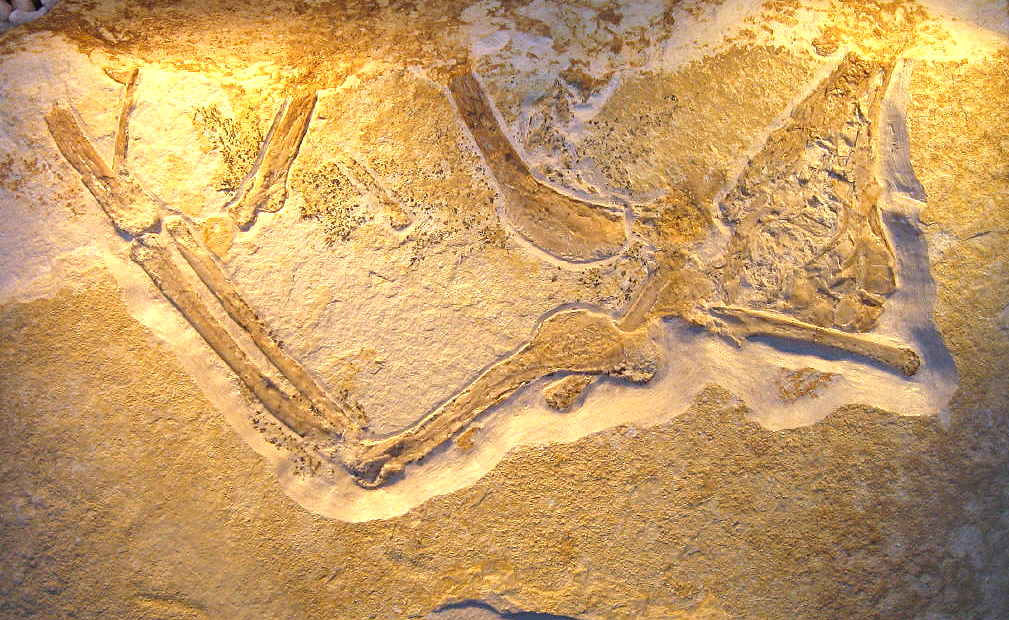
Das achte Exemplar (Archaeopteryx albersdoerferi) auf den Münchner Mineralientagen 2009

Das auch als „achtes Exemplar“ bezeichnete Stück (weil es sich um das 8. Exemplar mit Skelettelementen handelt) ist ähnlich fragmentarisch wie das „Haarlemer Exemplar“, umfasst jedoch auch einen Schädel. Um 1990 in einem Plattenkalksteinnruch bei Daiting gefunden, wurde es 1997 erstmals als Abguss publiziert. Lange Zeit waren Besitzer und Aufbewahrungsort des Originals unbekannt, weshalb das Stück den Beinamen „das Phantom“ erhielt. 2009 präsentierte der Geologe und Fossilienhändler Raimund Albersdörfer das von ihm erworbene Exemplar auf den Münchner Mineralientagen erstmals der Öffentlichkeit.
Besonders an diesem Exemplar ist, dass es nicht aus dem eigentlichen Solnhofener Plattenkalk stammt, sondern aus den auflagernden Mörnsheimer Schichten. Es handelt sich somit um das geochronologisch jüngste Exemplar. 2018 wurde es zum Typusexemplar der Art A. albersdoerferi.

### „Neuntes Exemplar“

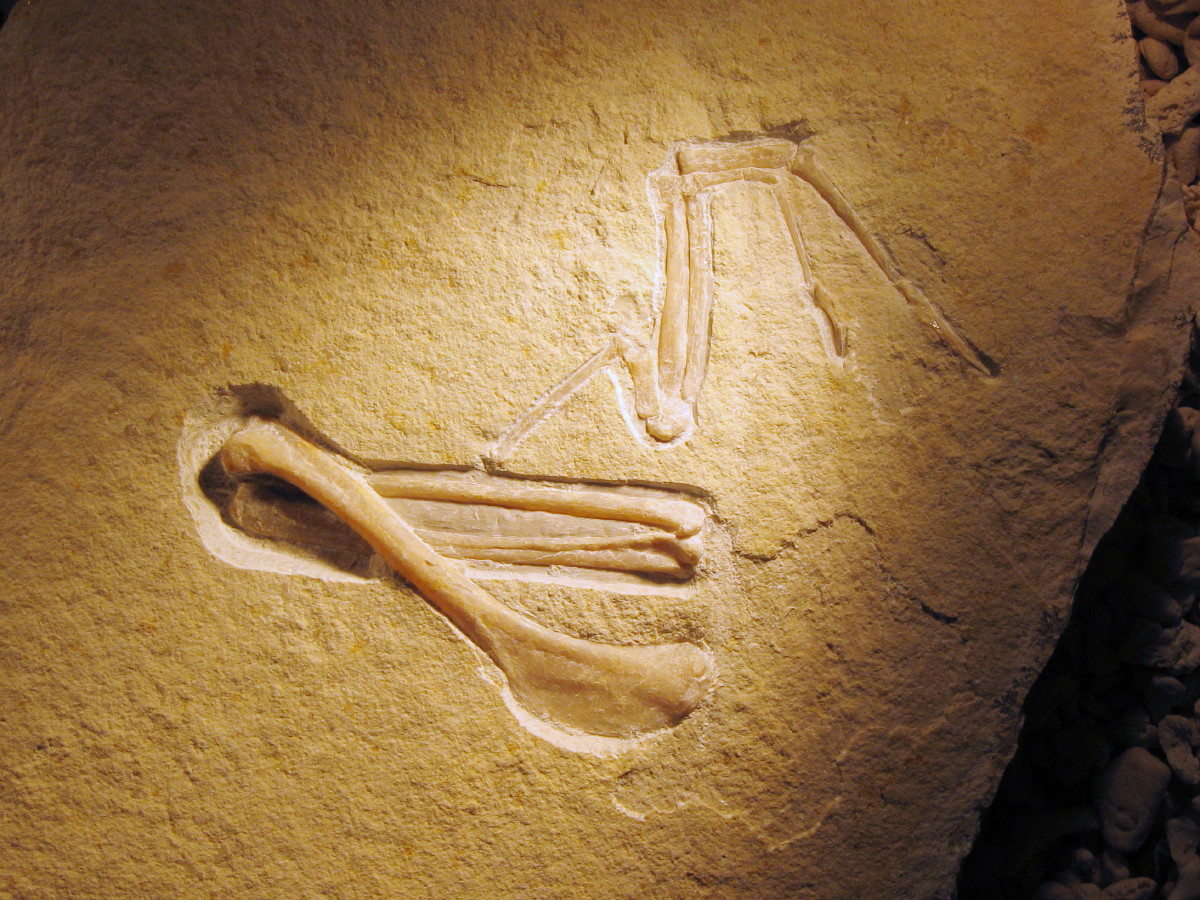
Das neunte Exemplar („Chicken Wing“)

Im Jahr 2004 wurde über einen weiteren, ebenfalls fragmentarischen Fund berichtet, der sich derzeit im Bürgermeister-Müller-Museum Solnhofen befindet. Bei dem auch als „Exemplar der Familien Ottmann und Steil“ bezeichneten Stück handelt sich um einen isolierten, bis auf ein einzelnes Finger-Endglied vollständigen rechten Flügel, weshalb das Stück auch „Chicken Wing“ genannt wird.

### „Thermopolis-Exemplar“
Dieses wurde 2005 vom Besitzer des Wyoming Dinosaur Center in Thermopolis gekauft und unter anderem von Gerald Mayr untersucht, die Ergebnisse wurden in der Science-Ausgabe vom Dezember 2005 veröffentlicht. Besonders an diesem Exemplar ist neben seinem äußerst guten Erhaltungszustand die Tatsache, dass erstmals der Kopf von oben zu sehen ist und der Mittelfußknochen einen nach oben gerichteten Fortsatz aufweist.

### „Elftes Exemplar“

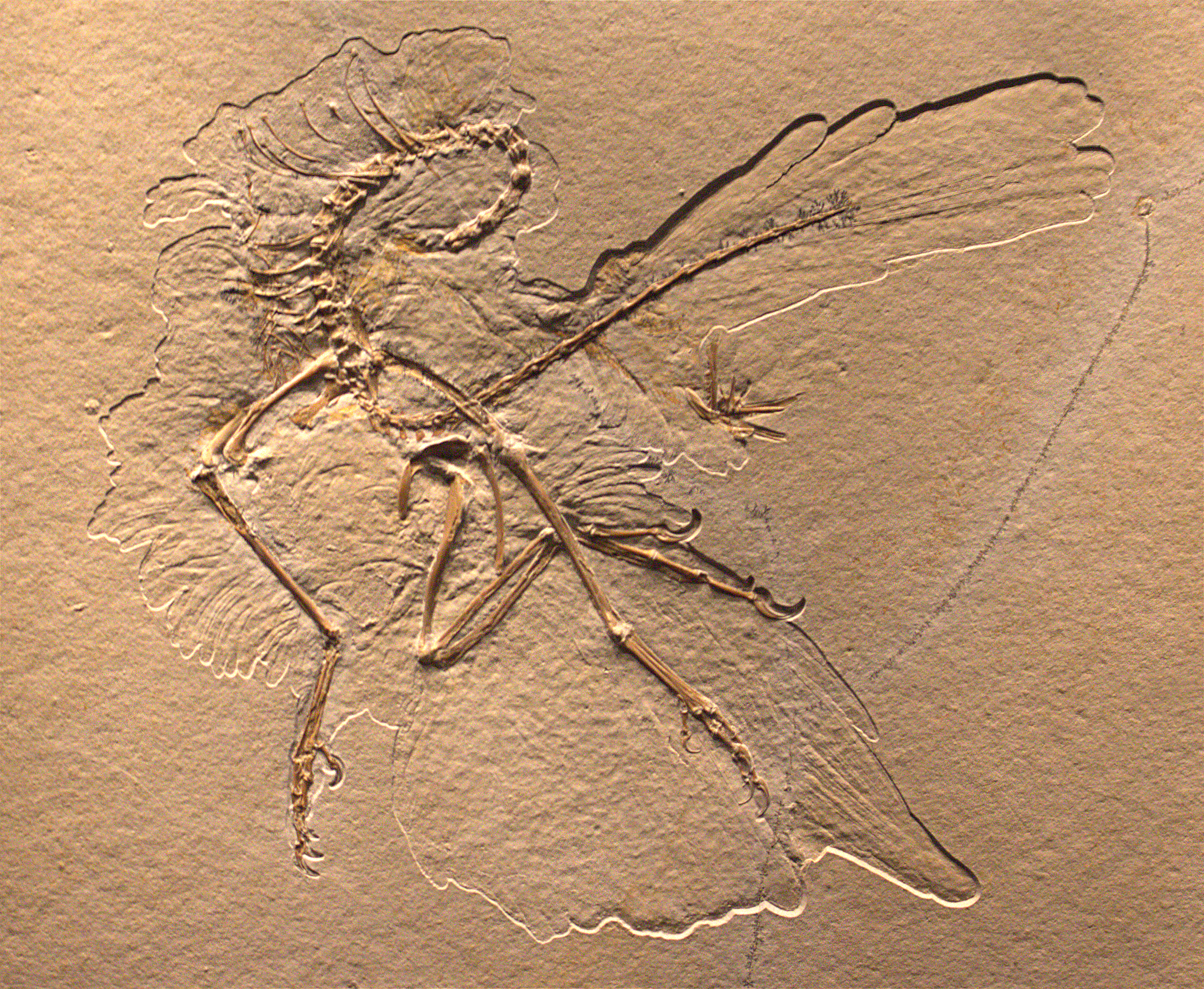
Das elfte Exemplar aus dem Senckenberg-Museum

Im Jahr 2011 wurde erstmals das 11. Skelett-Exemplar der Öffentlichkeit präsentiert, das bereits vor mehreren Jahrzehnten im Raum Eichstätt entdeckt worden war. Es zeichnet sich durch eine besonders gute Federerhaltung – ähnlich dem „Berliner Exemplar“ – aus. Ein Münchner Paläontologen-Team der Ludwig-Maximilians-Universität/Bayer. Staatssammlung für Paläontologie und Geologie stellte die weitreichenden Ergebnisse in der Nature-Ausgabe vom Juli 2014 vor (mit Archaeopteryx als Titelbild).

### „Zwölftes Exemplar“

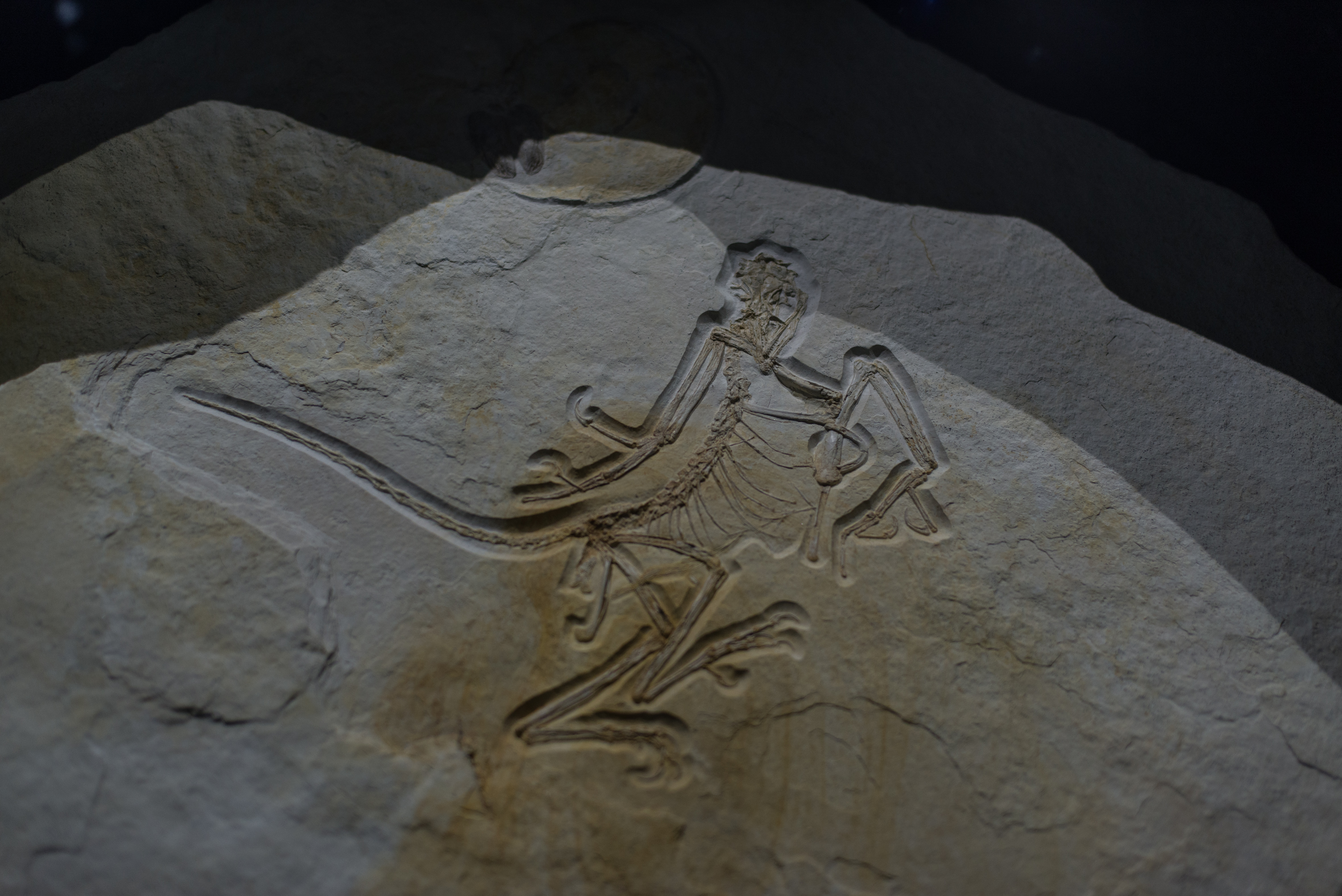
Das zwölfte Exemplar

Das zwölfte Skelett-Exemplar wurde 2010 von einem Finder, dessen Name geheim gehalten wird, in einem Erlebnissteinbruch in Schamhaupten im Landkreis Eichstätt am Ostrand des Köschinger Forstes entdeckt. Mit einem Alter von 153 Millionen Jahren ist es vermutlich das bisher älteste Archaeopteryx-Exemplar. Noch im Besitz des Finders, wird das Fossil von den Eigentümern des Steinbruchs beansprucht, um es musealen Zwecken zuzuführen. Es wird im Museum des im August 2016 eröffneten Dinosaurier-Park Altmühltal, etwa 10 km vom Fundort entfernt, ausgestellt.

### „Dreizehntes Exemplar“
Das dreizehnte Exemplar ist nicht gut erhalten. Es umfasst den Schultergürtel, den rechten Flügel, Fragmente des linken Flügels und die Hinterbeine.

### „Chicagoer Exemplar“
Eine wissenschaftliche Beschreibung des „vierzehnten Exemplars“ wurde im Mai 2025 veröffentlicht. Es befand sich über Jahrzehnte im Privatbesitz und war unpräpariert. Im Jahr 2022 erwarb das Field Museum of Natural History in Chicago das gut erhaltene, fast vollständige Fossil. Daraufhin wurde es mit modernsten Methoden präpariert und wissenschaftlich untersucht. Dabei konnten erstmals Humeralfedern und Zehenpolster an den Füßen nachgewiesen werden. Der Schädel zeigt den Übergang zum kinetisch beweglicheren Schädel der Vögel gegenüber dem der Nichtvogeltheropoden.

## Äußere Systematik

### Einordnung als Vogel
Archaeopteryx wird in der Regel als der urtümlichste Vogel definiert, das heißt, alle Arten, die mit den Modernen Vögeln (Neornithes) entfernter verwandt sind als Archaeopteryx, gelten als den Vögeln (Aves) nicht zugehörig. Unter den mesozoischen Vögeln gibt es manche, die nur wenig näher mit den heutigen Vögeln verwandt sind als Archaeopteryx: Rahonavis und Jeholornis haben mit Archaeopteryx unter anderem den langen knöchernen Schwanz gemein, den höher entwickelte Vögel (Pygostylia) abgelegt haben.
Innerhalb der theropoden Dinosaurier gelten die Deinonychosaurier als nahe Verwandte der Vögel – beide Gruppen werden in der übergeordneten Gruppe Paraves (bzw. Eumaniraptora) zusammengefasst. Ein Merkmal, das die Deinonychosaurier mit Archaeopteryx und Rahonavis verbindet, ist die überdehnbare („hyperextensible“) zweite Klaue des Fußes. Federn mit einer geschlossenen Federfahne waren vermutlich bereits bei den Vorfahren der Paraves ausgeprägt.
Es gibt eine Anzahl stammesgeschichtlicher Analysen, die zu abweichenden Ergebnissen bezüglich der Verwandtschaftsverhältnisse vogelähnlicher Deinonychosaurier und urtümlicher Vögel gelangen. Nach der Hypothese von Mayr u. a. waren manche gefiederten Dromaeosauriden wie Microraptor näher mit den Pygostylia verwandt als Archaeopteryx; in der Gruppe der Vögel wäre demnach der Vogelflug womöglich mehrfach unabhängig voneinander entstanden.
Kritiker der Dinosaurier-Abstammung der Vögel meinen, die Ähnlichkeit der Urvögel zu theropoden Dinosauriern sei auf massive konvergente Evolution zurückzuführen. Nach Feduccia u. a. (2005) seien die Vögel aus einer noch zu bestimmenden Gruppe urtümlicher Archosaurier hervorgegangen, während Microraptor und andere gefiederte Dinosaurier in Wirklichkeit keine Dinosaurier, sondern frühe Formen flugunfähiger Vögel darstellten.

### ArchaeopteryxundXiaotingia
Der Einbezug eines 2011 aufgrund neuer Fossilfunde benannten Archaeopteryx-ähnlichen Dinosauriers der spätjurazeitlichen Tiaojishan-Formation (Liaoning, China) in eine stammesgeschichtliche Analyse führte dazu, dass die bisher angenommenen Verwandtschaftsverhältnisse von Archaeopteryx angezweifelt wurden. Die Analyse ergab, dass Archaeopteryx zusammen mit der neuen Gattung Xiaotingia, die in manchen Merkmalen Deinonychosauriern gleicht, näher mit den Deinonychosauriern als mit späteren Vögeln verwandt gewesen sein könnte. Dieser Hypothese zufolge wäre Archaeopteryx, je nach Definition der Gruppe der Vögel, entweder nicht den Vögeln zugehörig, oder die Vögel schlössen auch die Deinonychosaurier mit ein.
Nach einer im Jahr 2013 folgenden phylogenetischen Analyse von Pascal Godefroit et altera, die 101 Taxa auf Basis von 992 osteologischen Merkmalen untersuchten, steht Archaeopteryx innerhalb der Avialae, ebenso wie Xiaotingia.

## Innere Systematik

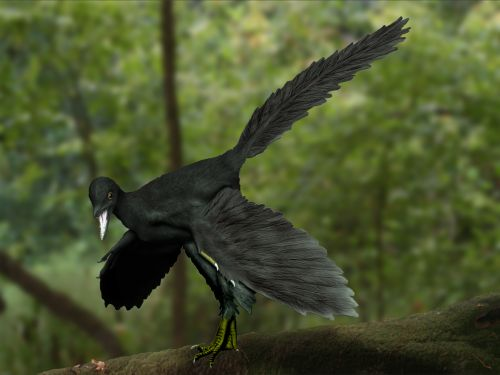
Eine moderne zeichnerische Lebendrekonstruktion (2012) berücksichtigt die in jüngeren Studien gezogene Schlussfolgerung, dass mindestens ein Teil des Gefieders mit hoher Wahrscheinlichkeit schwarz war.

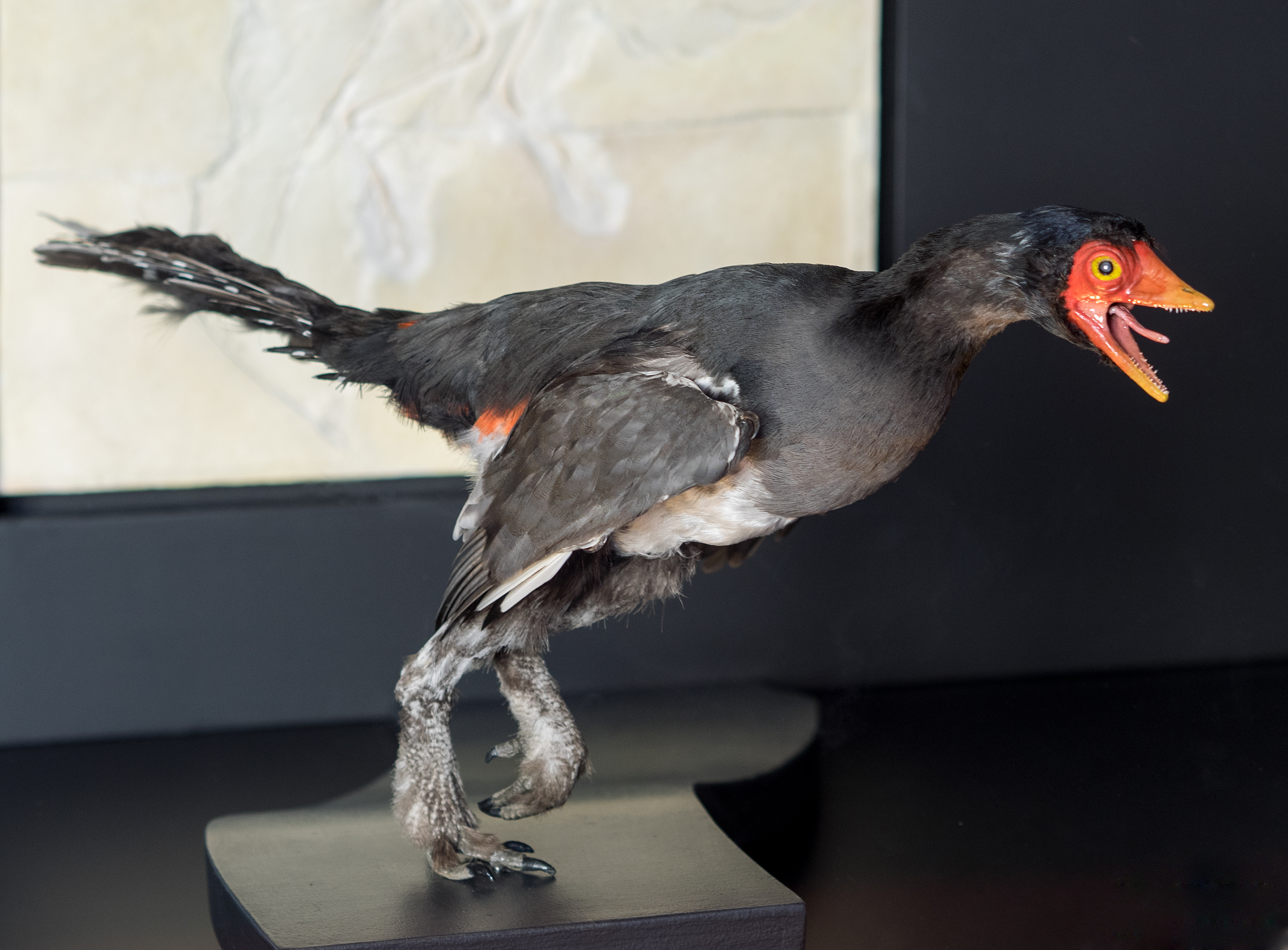
Lebendrekonstruktion im Naturhistorischen Museum Basel (2022)

Ob die Archaeopteryx-Funde einer oder mehreren Arten angehören, ist seit der Erstbeschreibung des Berliner Exemplars kontrovers diskutiert worden, was sich in der Häufung synonymer Gattungs- und Artnamen, die für dieselben Exemplare vergeben und wieder revidiert wurden, widerspiegelt.
Elzanowski ordnete in seinen Revisionen die damals bekannten Exemplare vier verschiedenen Arten zu, wobei er für das Solnhofener Exemplar, das seiner Ansicht nach anatomisch besonders deutlich von den anderen abweicht, die Zugehörigkeit zu einer eigenen Gattung vorschlug:
- Archaeopteryx lithographica, Neotypus: Londoner Exemplar;
- Archaeopteryx siemensii, Holotypus: Berliner Exemplar;
- Archaeopteryx bavarica, Holotypus: Münchener Exemplar;
- Wellnhoferia grandis, Holotypus: Solnhofener Exemplar.

Der Befund, dass die bisher bekannten Archaeopteryx-Exemplare nicht einer einzigen Art angehören, wird von Mayr u. a. (2007) bestätigt. In ihrer Beschreibung des Thermopolis-Exemplars vergleichen sie den bislang letzten Fund mit vormals bekanntem Fossilmaterial von Archaeopteryx. Entgegen der Analyse von Elzanowski kommen sie zu der Schlussfolgerung, dass die bestehenden Unterschiede der zehn Skelettfunde nicht mehr als zwei Arten rechtfertigen:
- Archaeopteryx lithographica, Neotypus: Londoner Exemplar, ebenfalls zugehörig: Solnhofener Exemplar;
- Archaeopteryx siemensii, Holotypus: Berliner Exemplar, ebenfalls zugehörig: Münchener Exemplar, Thermopolis-Exemplar.

2018 wurde auf Grundlage des Daitinger Exemplars, des geologisch jüngsten Archaeopteryx-Exemplars, die neue Art Archaeopteryx albersdoerferi errichtet.